# 317
Cette page concerne l'année 317  du calendrier julien. Pour l'année 317 av. J.-C., voir 317 av. J.-C. Pour le nombre 317, voir 317 (nombre).
L'année 317 est une année commune qui commence un mardi.

## Événements
- 1er mars : paix entre les empereurs Constantin et Licinius. Ils désignent comme Césars les deux fils de Constantin, Crispus et Constantin, et le fils de Licinius, Licinius le Jeune[1].

- En Chine, le premier ministre Sima Rui s'établit à Jiangkang (Nankin) comme régent des Jin[2]. Il monte sur le trône en avril 318 après la mort de l'empereur Min sous le nom de Yuan Di, fondant la dynastie des Jin orientaux.

## Naissances en 317
- 7 août : Constance II, empereur romain associé[1].
- Martin de Tours, évêque et saint chrétien (ou en 316).

## Décès en 317
- Valerius Valens, empereur romain.